# Lista de subprefeituras do município de São Paulo
Esta é uma lista das subprefeituras e seus respectivos distritos existentes no município de São Paulo, segundo a divisão territorial e administrativa oficial do município e constante em lei. A área e o IDH estão incluídos no Atlas do Trabalho de Desenvolvimento do Município de São Paulo do ano de 2000. Regulamentadas pela lei nº 13.399, de 1º de agosto de 2002.
O município de São Paulo, capital do estado de São Paulo é o principal centro financeiro, corporativo e mercantil da América Latina. É a maior cidade do Brasil, das Américas e de todo o hemisfério Sul, no ano de 2009 possuía 11.037.593 habitantes. A população paulistana está subadministrada em 32 subprefeituras que administram os 96 distritos no município.

## O município
|           | \| Município \| Área em km2 \| População est. IBGE/2009 [4] \| IDH-M (2000) \| \| --------- \| ----------- \| ---------------------------- \| ------------ \| \| São Paulo \| 1.522,986 \| 11 037 593 \| 0,841 alto \| |                          |              |
| Município | Área em km2 | População est. IBGE/2009 | IDH-M (2000) |
| São Paulo | 1.522,986 | 11 037 593               | 0,841 alto   |

### Região Central
| Distrito      | Área  | População (2008) | IDH-M (2000)     |
| ------------- | ----- | ---------------- | ---------------- |
| Bela Vista    | 2,70  | 58 832           | 0,940 muito alto |
| Bom Retiro    | 4,20  | 21 707           | 0,864 alto       |
| Cambuci       | 3,90  | 21 161           | 0,903 muito alto |
| Consolação    | 3,80  | 46 947           | 0,950 muito alto |
| Liberdade     | 3,70  | 53 607           | 0,936 muito alto |
| República     | 2,40  | 42 632           | 0,901 muito alto |
| Santa Cecília | 3,70  | 63 061           | 0,930 muito alto |
| Sé            | 2,20  | 16 650           | 0,858 alto       |
| Total         | 26,70 | 324 597          | 0,928 muito alto |

|     |  |            |
| Sé. |  | República. |

|             |  |                             |
| Consolação. |  | Santa Cecília e Bom Retiro. |